# Samuel Moore
Samuel Moore (Beech Hill, 1789 – Carrollton, 7 november 1846) was een Amerikaans politicus. Hij werd in 1831 benoemd tot de 6de gouverneur van Alabama.
- Gemeinsame Normdatei: 1175410020
- Library of Congress Control Number: nr2001023660
- SNAC: w6p56tdb
- Virtual International Authority File: 26991290
- WorldCat: E39PBJxWQcPVmtccXjGC6FKPQq